# Schumacher & Co.

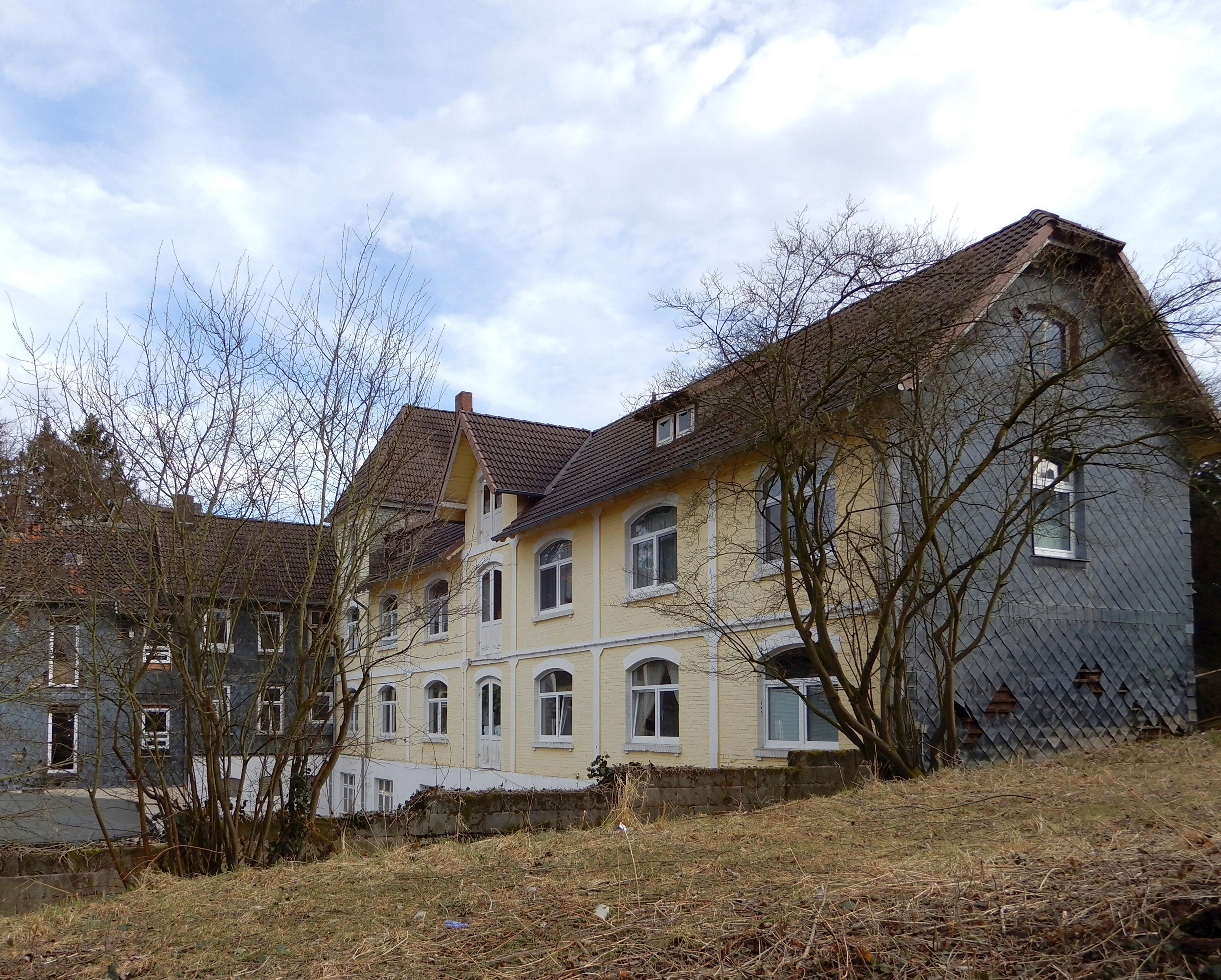
Ehemalige Fabrikgebäude

Schumacher & Co. Werkstätten für Kunst und Kunstgewerbe war eine von 1887 bis 1929 in Osterode am Harz bestehende Manufaktur, die  hauptsächlich Kunstwerke aus Marmor herstellte.

## Geschichte
Gründer des Unternehmens war der von der Insel Rügen stammende Kaufmann Gottfried Schumacher (1855–1920), der zunächst die Hamburger Niederlassung einer dänischen Terrakottafabrik geführt hatte. In Osterode fertigte er ab 1887 Plastiken aus Gips, wozu er eigens einen neuen Werkstoff entwickelt hatte, den er Chromoplasta nannte, der allerdings nicht zu den erhofften Ergebnissen führte. Mit angeworbenen Fachkräften aus der Gipsfiguren- und Porzellanbranche stellte er bald „plastische Bildwerke“ aus Marmalith, einer Weiterentwicklung der von ihm erfundenen Gipsmasse. Es waren in erster Linie marmorähnliche Nachbildungen von Werken klassischer Meister, die er bald in größerer Stückzahl produzieren ließ.
Schumacher erwarb ein größeres Grundstück an der Schwiegershäuser Straße in Osterode und begann 1888 zunächst mit dem Bau und der Produktion in einem Werkstattgebäude. Jedoch erfüllte auch Marmalith auf Dauer nicht die Erwartungen der Kunden. Nach einigen Versuchen gelang es Schumacher aus gemahlenem weißen Marmor einen „Marmorguß“ zu entwickeln, der die Herstellung beständiger und abwaschbarer Plastiken ermöglichte. Eine weitere seiner Erfindung war Harzylith, ein künstlicher farbiger Marmor, der zersägt und poliert werden konnte und aus dem Vasen, Schalen, Tischplatten sowie Schreibtisch- und Rauchergarnituren hergestellt werden konnten. Zudem ließ er Bronzeteile und Bronzebeschläge fertigen.
Von 1889 bis 1902 war der Oldenburger Kaufmann Wilhelm Hullen Teilhaber in Schumanns OHG „Fabrikation und kaufmännischer Vertrieb von plastischen Bildnissen aus Marmalith“. Dank der guten Nachfrage nach den Produkten der Manufaktur erweiterte sich der Betrieb bald, zudem war bei den kaufkräftigen Kunden ab 1900 auch das Interesse an echtem Marmor vorhanden. Schumacher holte italienische Bildhauer (darunter der  Bildhauer Johann Matarrese) und weitere Spezialisten nach Osterode. Andere künstlerische Mitarbeiter waren die Bildhauer Herman H. ter Meer, Hermann Dempewolf, Fritz Greiner, Willi Grobecker, Karl Hennecke, Anton Steiger, Anton Umgeher und W. Winkelvoß. Mit Hilfe von Punktiermaschinen stellten die Arbeiter Plastiken im Jugendstil aus italienischem, belgischem oder französischem Marmor her, später auch Uhren, Blumenständer, Tische, Zimmerkamine und Marmorkamine für Gasfeuerung. 1910 unterhielt die Firma ein eigenes Musterlager in Berlin. Bedingt durch den Ersten Weltkrieg wurden viele gerade erst angelernte Mitarbeiter zum Militärdienst eingezogen, zudem entfiel der Absatz ins Ausland. Nach dem Krieg hatte sich bereits der Käufergeschmack geändert.
Gottfried Schumacher verstarb am 26. November 1920 auf einer Geschäftsreise in Berlin. Seine beiden Söhne Gottfried und Johannes führten das Unternehmen noch einmal zu einer gewissen Blüte. Vor allem Schreibtisch- und Rauchgarnituren, Schalen, Lampenschalen und Uhrengehäuse aus Marmor im Stil des Art déco fanden guten Absatz, doch geriet die Firma durch die große Inflation in Deutschland in wirtschaftliche Schwierigkeiten und musste Konkurs anmelden. Zur Jahreswende 1929/30 wurde die Firma geschlossen. Zahlreiche Bildhauer und Metalleure der Firma machten sich selbständig und konnten in kleinen Betrieben noch einige Jahre erfolgreich arbeiteten.
Die verbliebenen Räumlichkeiten wurden danach anderweitig genutzt, zum Teil als Wohnungen. Wegen der hohen Arbeitslosigkeit zu Beginn der 1930er Jahre war hier ein Arbeitsamt untergebracht. Nach dem Zweiten Weltkrieg wurden ab 1948 die Produktionsräume von dem Kaufmann Carl Becker und seiner „Schürzenfabriken Becker KG“ genutzt. Später wurde der ehemalige Firmenkomplex baulich umgestaltet und mit weiteren Wohnungen ausgestattet.